# NGC 5383
NGC 5383 ist eine Balken-Spiralgalaxie mit hoher Sternentstehungsrate vom Hubble-Typ SB(rs)b im Sternbild Jagdhunde. Sie ist schätzungsweise 105 Millionen Lichtjahre von der Milchstraße entfernt und hat einen Durchmesser von etwa 100.000 Lj.
Die Galaxie wurde am 9. April 1787 von dem Astronomen William Herschel mithilfe seines 18,7 Zoll-Spiegelteleskops entdeckt und später von Johan Dreyer in seinem New General Catalogue verzeichnet.

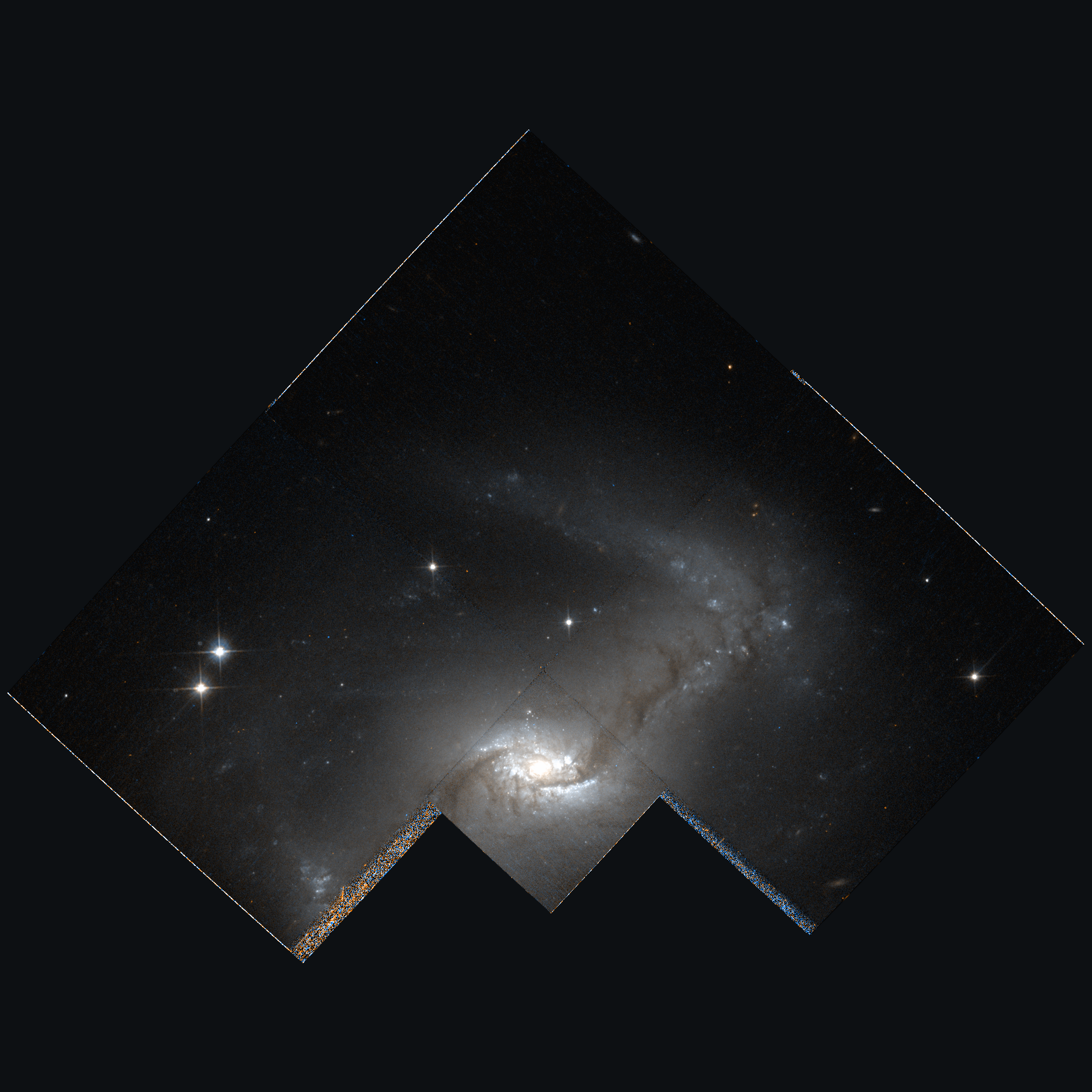
Aufnahme des Hubble-Weltraumteleskops

## NGC 5383-Gruppe (LGG 363)
| Galaxie  | Alternativname | Entfernung/Mio. Lj |
| -------- | -------------- | ------------------ |
| NGC 5383 | PGC 49618      | 105                |
| NGC 5337 | PGC 49275      | 100                |
| NGC 5353 | PGC 49356      | 107                |
| NGC 5362 | PGC 49464      | 101                |